# Palaja
Palaja é uma comuna francesa na região administrativa de Occitânia, no departamento de Aude. Estende-se por uma área de 14,69 km². Em 2010 a comuna tinha 2 458 habitantes (densidade: 167,3 hab./km²).